# Орай-Тигирикора
Орай-Тигирикора — бессточное озеро в округе Гурма-Рарус области Томбукту, Мали. Расположено в центральной части страны.
Является конечной точкой слива для обширной русловой системы сезонных водотоков. В бассейн озера входит множество водотоков — Фаркабанго, Тин-Селатен, Ин-Мохалет, Анавай, Ин-Алада, а также озеро Тин-Даулим.
Населённых пунктов вблизи озера нет; мимо Орай-Тигирикоры проходит грунтовая дорога, идущая с севера на юг от поселения Гарбаме на реке Нигер.